# 2011年ハイタトラスデフリンピック
2011年ハイタトラスデフリンピックは、2011年2月18日から2月26日までの9日間、スロバキアのプレショウ県ヴィソケー・タトリ（ハイタトラス）を会場として開催される予定だった第17回冬季デフリンピック競技大会である。
デフリンピックの開催地としてスロバキアが選ばれたのは初めてのことだった。しかし、開幕直前になって、スロバキア・デフリンビック組織委員会の準備不足や組織委員会会長による公金横領などを理由に突然中止される事態に陥った。

## 開催都市決定
2005年メルボルンデフリンピック直前の2005年1月4日にオーストラリア・メルボルンで開催された国際ろう者スポーツ委員会(ICSD)第39回総会において、ヴィソケー・タトリが第17回冬季デフリンピックの開催都市に選ばれた。

## 中止の決定
2010年5月11日、ICSDは、準備が遅れていることを理由に2011年冬季大会の一時的な中止を決定した。
準備不足だけでなく、スロバキア・デフリンピック組織委員会会長ヤロミール・ルーダ(Jaromir Ruda)が、他国のろう者スポーツ連盟からスロバキア・デフリンピック委員会に送金に関する詐欺事件に関与し、同委員会と同連盟の会長が不正に使用していたことが明らかになった。ICSDは、同氏および同委員会を刑事告訴し、資金の返還を求めた。ルーダは組織委員会の公金を横領した容疑でハンガリーとの国境のところで逮捕された。2011年8月、ルーダは、他の11件の詐欺事件にも関与したとして、懲役13年の判決を受けた。この事件により、スロバキア・デフリンピック委員会は活動を停止し、ICSDは十分な資金の払い戻しができなかったため、2011年冬季大会を中止することになった。
日本からも2月11日までにスタッフ含めて計23名の選手団が日本を出発、更に2月15日には29名の選手・スタッフが日本を発つ予定だったが、開催中止を受けて、まず2月15日出発予定だった選手及びスタッフを同日のうちに成田空港周辺に急遽集めてミーティングを開き、開催中止に至る経緯などを説明。既に日本を発って現地入りしていた選手及びスタッフに対しても2月18日に帰国した上で同様のミーティングを実施した。ミーティングで開催中止に至る経緯の説明が為されている間、涙ぐむ選手の姿もあったという。